# میدان تیلور

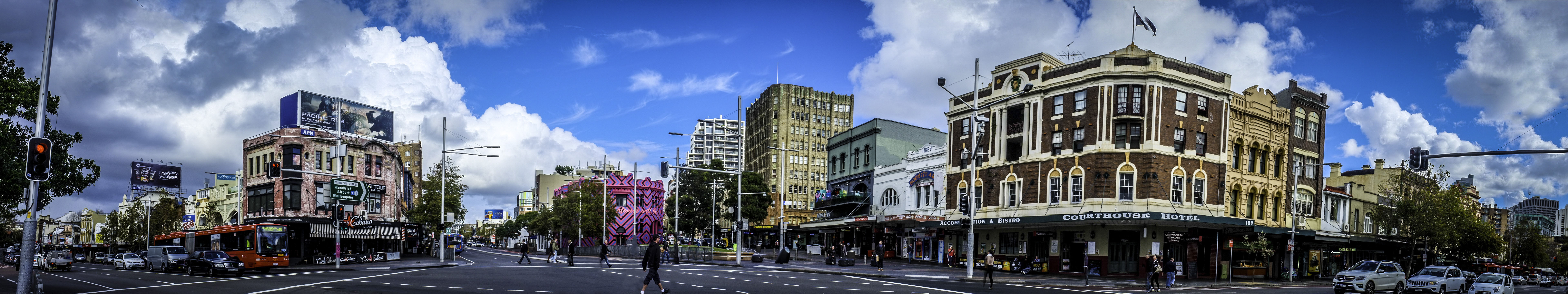
مرتبط

میدان تیلور (انگلیسی: Taylor Square) یک میدان در سیدنی، نیو ساوت ولز، استرالیا است.